# Jetzing (Gemeinde Würmla)
Jetzing ist ein Ortsteil der Marktgemeinde Würmla in Niederösterreich.

## Geografie
Die beisammenstehenden Häuser des Dorfes sind ca. 1 km westlich von Würmla entfernt. Die Ried Jetzingerfeld reicht über die Bemarkung bis in den nördlichen Nachbarort Egelsee. Die Ortschaft hat heute 10 Einwohner (Stand 1. Jänner 2024) in fünf Haushalten und verfügt über einen Gewerbebetrieb, drei Bauernhäuser und ein Privathaus.

## Geschichte
Die erste Erwähnung stammt aus dem Jahr 1294. Das Dorf und Katastralgemeinde in der Dorfgemeinde Würmla, Pfarre Würmla, Post Atzenbrugg, Gemeindebezirk Atzenbrugg, Bezirk Tulln bestand zwischen 1795 und 1822 aus 5 Häusern. 1836 hatte Jetzing 4 Häuser und 41 Einwohner. 1853 waren es 34 Einwohner. Seit 1870 bestand der Ort wieder aus 5 Häusern und hatte 23 Einwohner. 1880 lebten in Jetzing 28 Einwohner und 1890 waren es 30.
Laut Adressbuch von Österreich waren im Jahr 1938 in Jetzing ein Viktualienhändler und einige Landwirte ansässig.